# Johannes-der-Täufer-Kirche (Martakert)

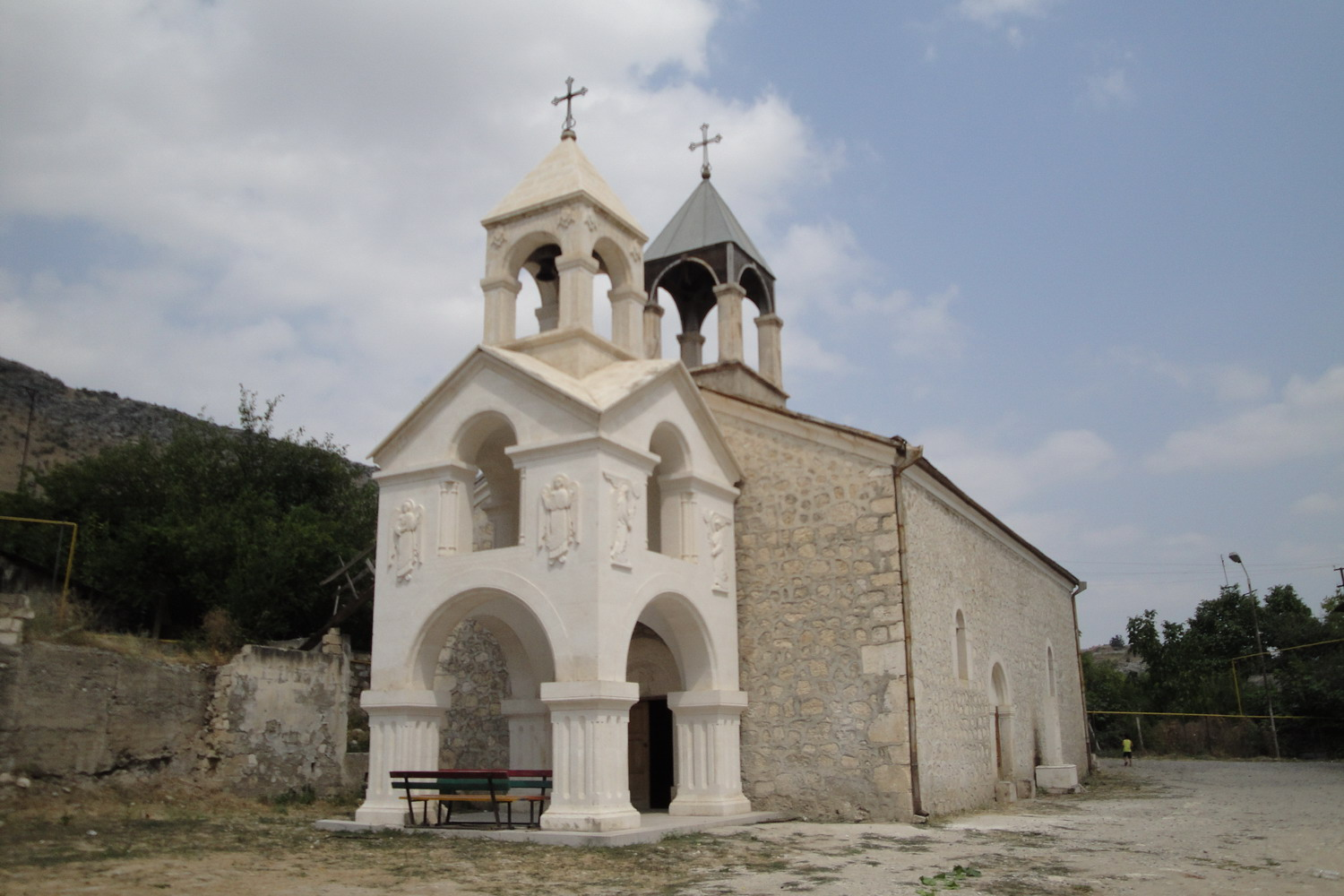
Surb Hovhannes, Martakert

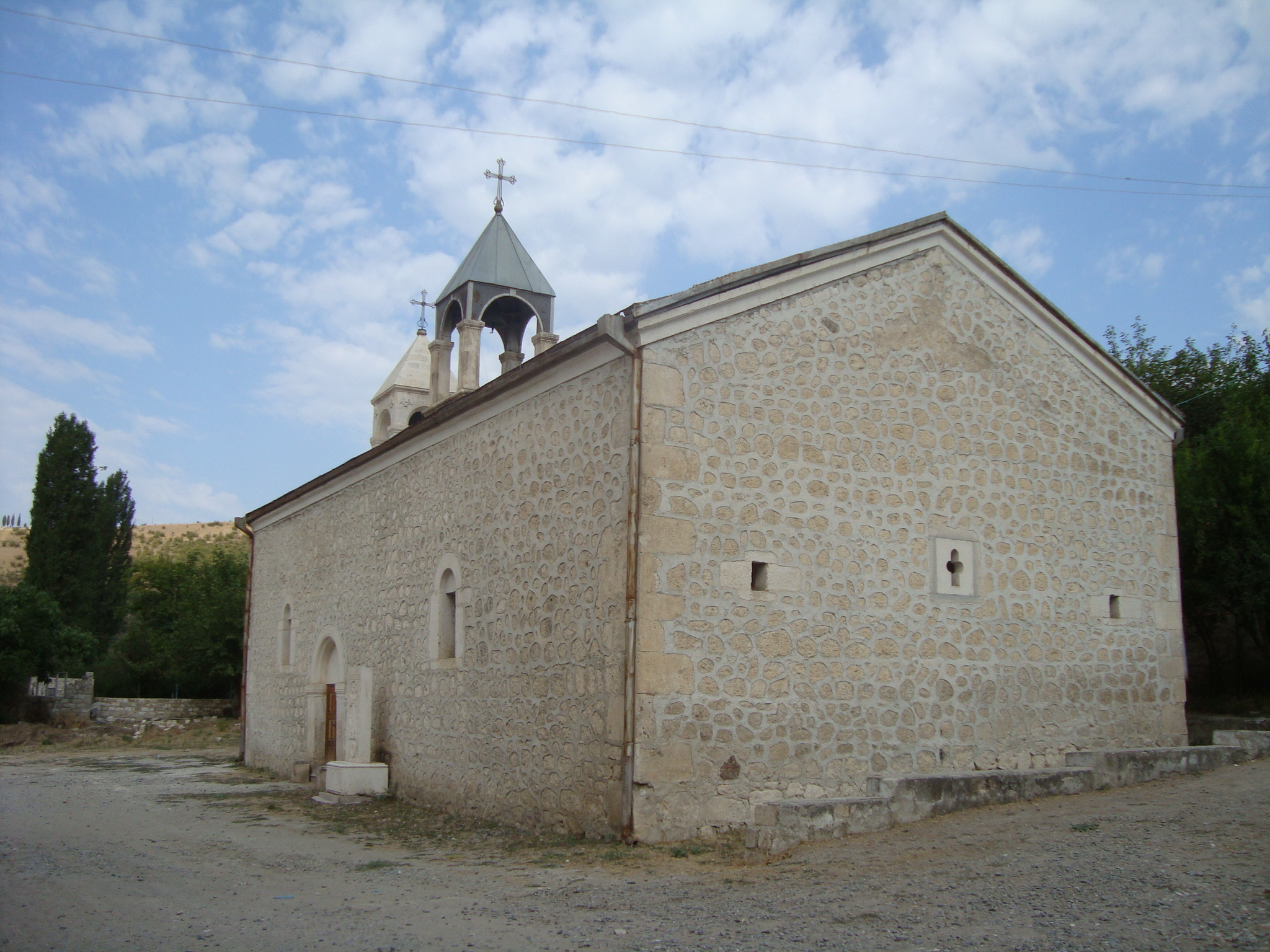
Surb Hovhannes, Martakert

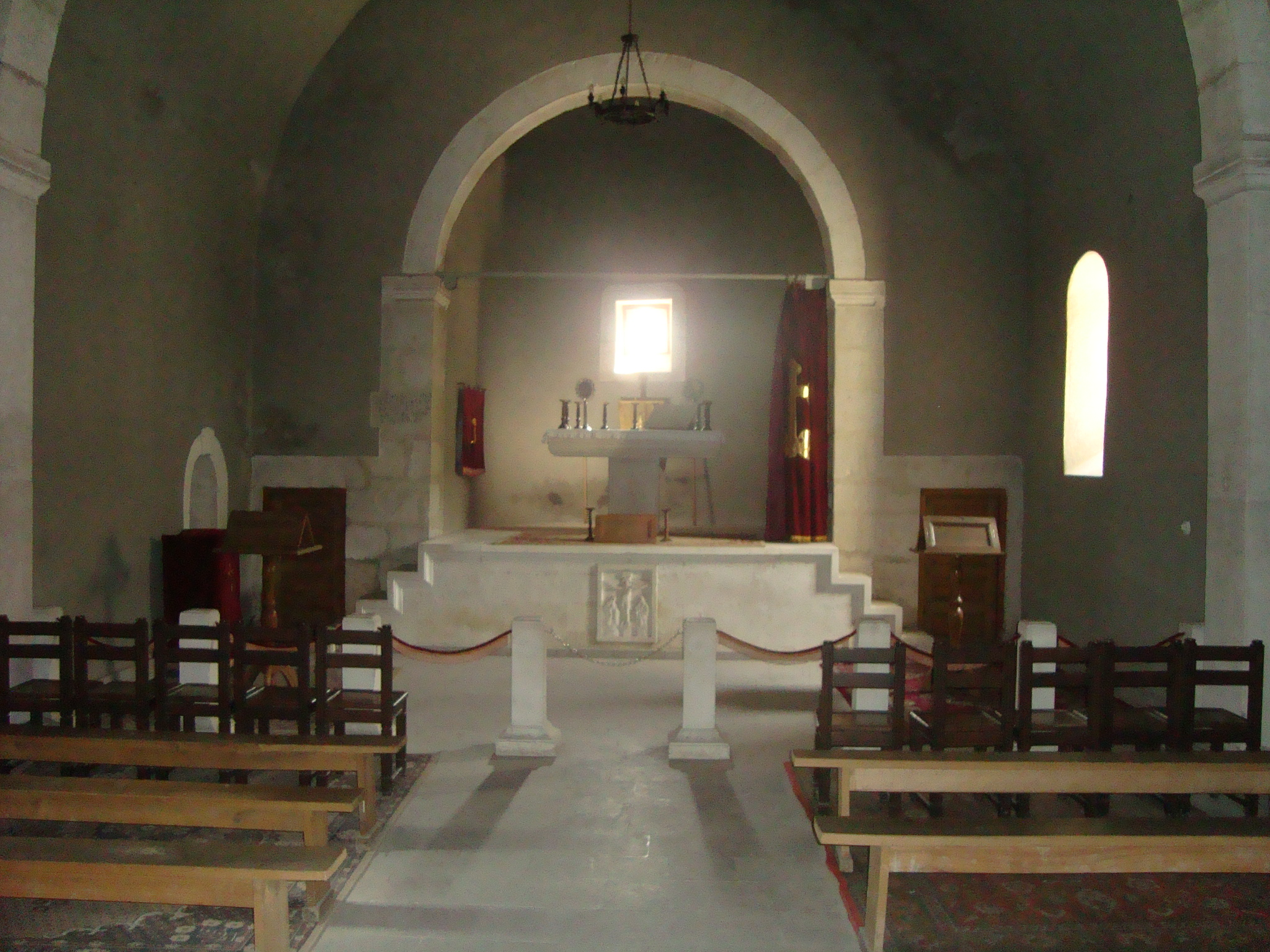
Innenansicht, Blick zum Altar

Die Johannes-der-Täufer-Kirche oder Surb Hovhannes Mkrtitsch (armenisch Սուրբ Հովհաննես Մկրտիչ եկեղեցի) ist eine armenische Kirche in Martakert in der Republik Arzach (Bergkarabach), die 1881 geweiht wurde. Sie gehört zum Bistum Arzach der Armenischen Apostolischen Kirche.

## Standort
Die Johannes-der-Täufer-Kirche steht in der im Westen Martakerts gelegenen Altstadt zwischen der Freiheitskämpfer-Straße (Ազատամարտիկների փողոց) im Norden und der Chatschatur-Abowjan-Straße (Խաչատուր Աբովյան փողոց) im Süden.

## Geschichte
Die Johannes-der-Täufer-Kirche von Martakert wurde 1881 fertiggestellt und Johannes dem Täufer geweiht. 1932 wurde sie unter Josef Stalin geschlossen und diente als Kino. Gläubige trafen sich nun heimlich in einem alten Hain, doch die sowjetischen Behörden bekamen dies mit und hauten die Bäume um. 1988 baten Gläubige aus Martakert den Katholikos Wasgen I. in Etschmiadsin, dass er einen Geistlichen nach Bergkarabach entsende und sie im Kloster Gandsassar taufe, was dann auch erfolgte. 1989 gründeten sie die Bruderschaft „Kirchenfreunde der Armenischen Apostolischen Kirche“, durch die von Martakert aus der Wiederaufbau der Kirche in Bergkarabach erfolgte. 1990 wurde die Bruderschaft von den Behörden anerkannt, und die Johanneskirche von Martakert wurde der Armenischen Apostolischen Kirche zurückgegeben, war jedoch noch nicht für Gottesdienste verwendbar. Bald darauf entstanden weitere Bruderschaften in Stepanakert, Martuni und Schuschi. Mit der Errichtung des Bistums Arzach wurde Pater Tadeos Geworgjan Priester für Martakert, wobei er die Kirche im östlich gelegenen Dorf Nerkin Horatagh übernahm. Zu dieser Zeit hatte Martakert etwa 10.000 Einwohner, fast in Gänze Armenier. 1992 eroberte jedoch die Armee Aserbaidschans die Stadt, aus der fast alle Bewohner und mit ihnen auch Pater Tadeos flohen. Dieser kehrte wie viele andere auch nach der Rückeroberung der Stadt 1993 durch die Armenier nicht zurück. So hatte die Stadt, nur 5 km von der Frontlinie entfernt und durch die Zerstörung der Bewässerungsanlagen schwer angeschlagen, danach nur noch rund 4200 Einwohner und war bis 1998 ohne Priester. 1998 wurde die Johanneskirche von Martakert wiedereröffnet, und Pater Barsegh Andrjan wurde ihr Priester.

## Architektur
Die in West-Ost-Richtung stehende, geostete, aus natürlichen, unregelmäßigen Steinen und Kalkmörtel errichtete Johannes-der-Täufer-Kirche von Martakert hat einen rechteckigen Grundriss und ein Satteldach. Über dem Eingang an der Westseite des Gebäudes steht ein Narthex mit quadratischem Querschnitt, auf dessen Kreuzdach ein kleiner, offener Glockenturm mit ebenfalls quadratischem Querschnitt und vierseitigem Pyramidendach mit Kreuz an der Spitze thront. Fast daneben, auf der westlichen Seite des Kirchengebäudes, steht auf vier Säulen die offene Kuppel, ebenfalls mit vierseitigem Pyramidendach und Kreuz.